# Entrada de los gladiadores
La Entrada de los gladiadores op. 68 (en checo: Vjezd gladiátorů, en alemán: Einzug der Gladiatoren) es una marcha militar compuesta en 1897 por el compositor checo Julius Fučík. Originalmente la tituló «Gran marcha cromática», reflejando el uso de escalas cromáticas lo largo de la pieza, pero cambió el título sobre la base de su interés personal en el Imperio Romano.
En 1901, el editor estadounidense Carl Fischer publicó una versión de esta marcha, un arreglo para banda de viento del compositor canadiense Louis-Philippe Laurendeau, bajo el título de «Truenos y Llamas». Fue durante este período que la pieza ganó su popularidad como una marcha de animación para el circo, utilizada muy a menudo para introducir a los payasos. Hoy en día es conocida principalmente por esta asociación, aunque el título y compositor son desconocidos por el público mayormente. La versión de Laurendeau también fue transcrita para órganos de feria. La marcha a veces se interpreta en salas de concierto, tales como en la Última Noche de los Proms de 2007.
En general, la marcha se divide en tres partes. La primera parte contiene la melodía de la trompeta y varias partes de soporte. El segundo tercio es la sección donde el metal (principalmente las tubas) toman la escala cromática. Finalmente, hay un trío, o una sección melódica lenta, donde hay un fuerte equilibrio entre los instrumentos de viento de madera y metal. El trío tiene una parte similar para el segundo tercio, con uso de escalas cromáticas. La pieza está en compás de 2/4 y originalmente en tempo de marcha; sin embargo, suele tocarse más rápido cuando se usa para animar.